# جو ساتر
"جو" ساتر (۲۱ مارس ۱۹۲۱–۳۰ اوت ۲۰۱۶) یک مهندس آمریکایی بود که به عنوان پدر هواپیمای بویینگ شناخته می‌شد. او و تیم مهندسانش طراحی و ساخت هواپیمای بویینگ ۷۴۷ در دههٔ ۱۹۶۰ میلادی شروع کردند. تاکنون ۱۵۰۰ فروند بوئینگ ۷۴۷ تولید شده‌است.
جو ساتر، ملقب به پدر بویینگ ۷۴۷، یک مهندس آمریکایی در شرکت بویینگ بود. او در سال ۱۹۲۱ در سیاتل متولد شد.
جو ساتر مدیر پروژهٔ تیم طراحی هواپیمای غول‌پیکر بویینگ ۷۴۷ بود. او به همراه تیمش باعث تحولی عظیم در صنعت هوانوردی شدند. پس از تولید و ساخت هواپیمای بویینگ ۷۴۷، توانایی بشر برای ساخت هواپیماهای غول پیکر نیز بیشتر شد و پایه ای برای گسترش این صنعت زیبا و خاص بوده‌است. مجله معروف Smithsonian Air and Space جو ساتر را به عنوان پدر بویینگ ۷۴۷ در تاریخ صنعت هوانوردی به ثبت رسانده‌است.
نکتهٔ جالب در زندگی جو ساتر محلی است که وی در آن متولد شده‌است. محل زندگی جو ساتر در مجاورت شرکت هواپیماسازی بویینگ قرار داشته‌است و یکی از عواملی که باعث شد تا وی وارد صنعت هوانوردی شود نیز همین اتفاق بوده‌است. جو ساتر از تبار اسلوونیایی بوده که نام پدر او Franc Suhadolc می‌باشد. پدر ایشان برای کار در حوزه طلا و معدن به آمریکا مهاجرت کرد و در نهایت جو ساتر در سال ۱۹۴۳ در سن ۲۲ سالگی در رشته مهندسی حمل و نقل هوایی از دانشگاه واشینگتن با مدرک لیسانس فارغ‌التحصیل شد.
ساتر در سال ۱۹۴۰ در حین حضور در کلاس‌های آموزشی دانشگاه واشینگتن در شرکت هواپیماسازی بویینگ مشغول به کار شد، در نهایت وی تبدیل شد به یکی از تاریخ سازان صنعت هوانوردی تحت لقب "پدر بویینگ ۷۴۷".
گذشته از فعالیت در شرکت بویینگ، وی در طول جنگ جهانی دوم به عنوان افسر بر روی ناوشکن فعالیت کرده‌است.
ساتر در سال ۲۰۰۲ به عنوان دریافت کننده جایزه مشهور انجمن صنعت هوانوردی انتخاب شده و به عنوان یک مهندس مشاور فعالیت کرده‌است.
از اصلی‌ترین فعالیت ایشان طراحی هواپیماهای بویینگ بوده‌است، وی در طول طراحی و ساخت به عنوان سرپرست و مسئول پروژه‌های ذیل فعالیت کرده‌است:
Boeing747-100
Boeing 747SP
Boeing 747-400
Boeing 747-8
جو ساتر در ۹۵ سالگی، در ۳۰ اوت ۲۰۱۶ درگذشت.
جوایز دریافتی:
United States Medal of Technology (1985)
Daniel Guggenheim Medal (1990)
American Institute of Aeronautics and Astronautics Aircraft Award
Wright Brothers Memorial Trophy
کتاب 747: Creating the World's First Jumbo Jet and Other Adventures from a Life in Aviation
یکی دیگر از آثار ماندگار اوست…
خلاصهٔ نامهٔ پدر بویینگ ۷۴۷ به مدیرعامل شرکت هواپیمایی جمهوری اسلامی ایران
جو ساتر، سرپرست تیم طراحی هواپیمای غول‌پیکر بوئینگ ۷۴۷، نامه‌ای را به هواپیمایی جمهوری اسلامی ایران فرستاده بود. وی در نامه‌ای خطاب به مدیرعامل و معاون فنی مهندسی هواپیمایی جمهوری اسلامی ایران «هما» نوشته بود که از توانایی‌های ایران ایر در نگهداری و به‌کارگیری هواپیمای بوئینگ ۷۴۷ اس پی (مدل ویژه ۷۴۷) به وجد آمده و خوشحال است. وی که مدتی هم در ایران اقامت داشته، در بخش دیگری از نامه گفته‌است که ایران، کشوری زیبا با تاریخی خارق‌العاده و دارای مردمی بخشنده است.